# Casa de la Cultura de Alcalá de Chivert
La Casa de la Cultura de Alcalá de Chivert (Provincia de Castellón, España) situada en la calle Virgen de los Desamparados es un edificio de carácter renacentista, si bien por su sillería podríamos igualmente situarlo a finales del siglo XV. 
Pudo ser residencia del Justicia pero sí tenemos noticias de que durante siglos fue Casa Capitular. También estuvo una estancia del edificio destinada a cárcel, cuyo vano de la fachada aun conserva una reja para este menester. 
Actualmente, en el edificio está el Salón de Plenos del Ayuntamiento, así como la ubicación de la escuela de música y una biblioteca pública.